# Xenosaurus rectocollaris
Xenosaurus rectocollaris — вид ящірок, представник роду ксенозавр родини ксенозаврів.

## Опис
Загальна довжина сягає 12—13 см. Голова досить велика, витягнута. Тулуб дуже плаский, має циліндричну форму. Хвіст витягнутий. Колір шкіри зверху сіруватого або оливкового кольору. Черево матово-білого забарвлення. Шкіра густо вкрита горбиками та дрібними цяточками. Кінцівки довгі, тонкі, дуже міцні.

## Спосіб життя
Полюбляє посушливі гірські місцевості. Трапляється на висоті до 6000 м над рівнем моря. Вдень ховається серед каміння. Активний вночі. Харчується комахами, дрібними ящірками, рослинами.
Це яйцеживородна ящірка. Самиця народжує до 3 дитинчат.

## Розповсюдження
Це мексиканський ендемік. Мешкає у центральній Мексиці (штат Пуебло).